# Heinz Cüppers
Heinz Cüppers (* 6. August 1929 in Trier; † 14. Februar 2005 ebenda) war ein deutscher Archäologe, der als Direktor des Rheinischen Landesmuseums Trier vor allem in der Provinzialrömischen Archäologie tätig war.

## Leben
Heinz Cüppers studierte nach dem Abitur am Max-Planck-Gymnasium in Trier ab 1951 Klassische Archäologie, Alte Geschichte und Klassische Philologie an der Universität Bonn, wo er 1956 bei Ernst Langlotz promoviert wurde. Nach dem Reisestipendium des Deutschen Archäologischen Instituts 1957/58 wurde er 1959 Leiter der Außenstelle Aachen des Rheinischen Landesmuseums Bonn. Seit 1971 war er am Rheinischen Landesmuseum Trier mit der Neuaufstellung der Sammlungen und Ausgrabungen in Trier befasst. 1977 wurde er dessen Direktor und übernahm in Personalunion das Amt des Direktors der Archäologischen Denkmalpflege des Amtes Trier beim Landesamt für Denkmalpflege Rheinland-Pfalz. 1994 trat er in den Ruhestand.
Cüppers und der Alttestamentler Herbert Donner führten von September 1965 bis November 1965 die dringend erforderlichen Arbeiten zur Restaurierung und Konservierung der erhalten gebliebenen Teile der Mosaikkarte von Madaba durch.
Zu seinen Ehren wurde 2005 der Dr.-Heinz-Cüppers-Preis des Rheinischen Landesmuseums Trier ausgeschrieben und 2006 erstmals vergeben.
Sein Sohn ist der der Neuzeithistoriker Martin Cüppers.

## Schriften (Auswahl)
Ein Schriftenverzeichnis findet sich in der Trierer Zeitschrift 62, 1999, S. 9–22 (Digitalisat).
- Vorformen des Ciboriums. In: Bonner Jahrbücher 163, 1963, S. 21–75 (= Dissertation Bonn 1956, Digitalisat).
- Archäologische Funde im Landkreis Bernkastel. Beiträge zur Geschichte des Kreises in vorrömischer, römischer und nachrömischer Zeit (= Archiv für Kultur und Geschichte des Landkreises Bernkastel. Band 3). Landkreis Bernkastel, Bernkastel-Kues 1966.
- Die Trierer Römerbrücken. Zabern, Mainz 1969.
- mit Herbert Donner: Die Mosaikkarte von Madeba (= Abhandlungen des Deutschen Palästinavereins 5). Harrassowitz, Wiesbaden 1977, ISBN 3-447-01866-6.
- (Hrsg.): Die Römer in Rheinland-Pfalz. Theiss, Stuttgart 1990, ISBN 978-3-8062-0308-0.